# Соревнования на траве (горные лыжи)

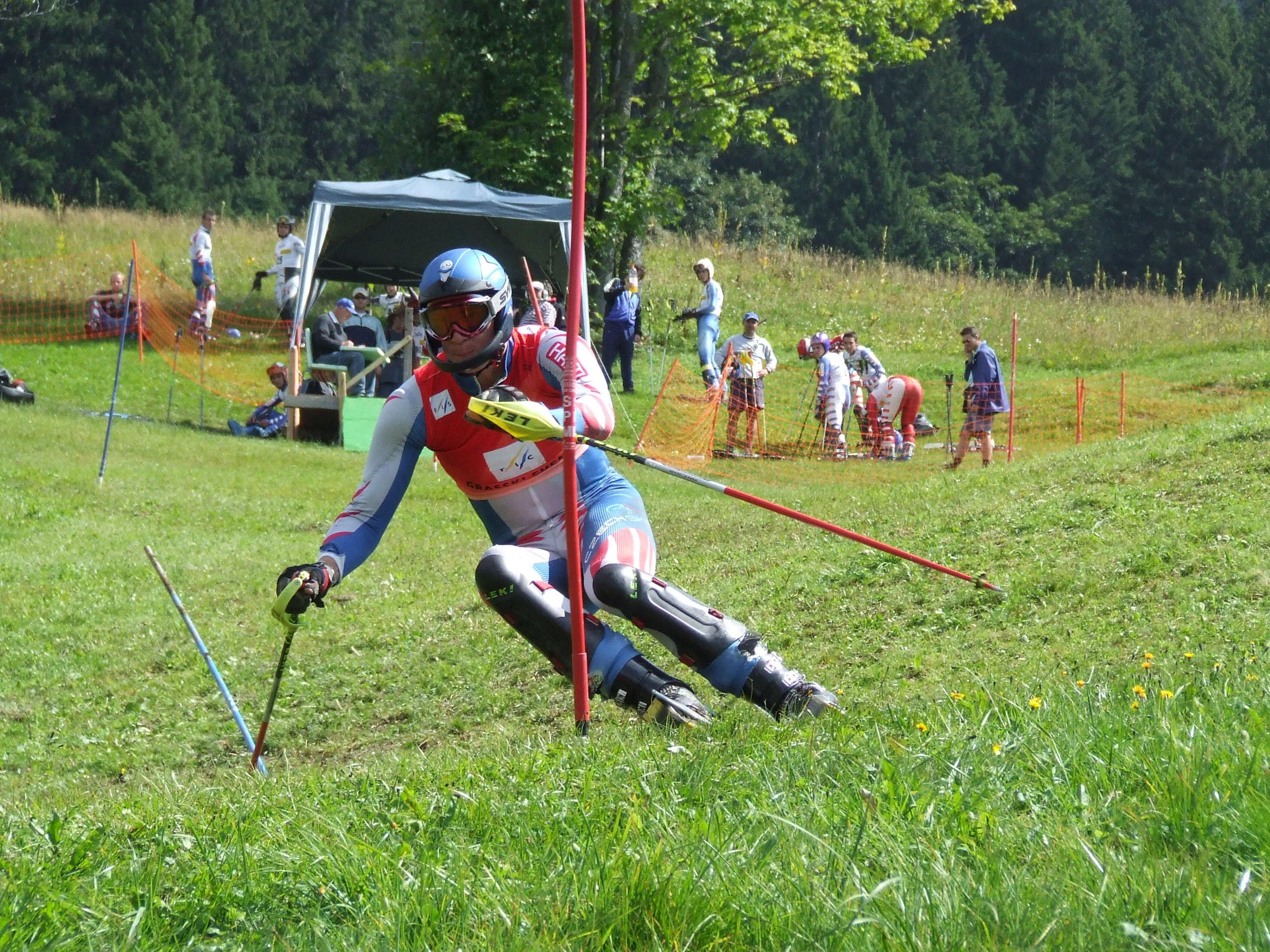
Соревнования на траве

Соревнования на траве по горным лыжам  (англ. Grass skiing) – один из видов лыжного спорта, проводимого под эгидой Международной федерации лыжного спорта.

## История
Лыжи для спуска по травянистым склонам придумал Ричард Мартин (Richard Martin) из Германии в 1966 г. для того, чтобы тренироваться летом на горных лыжах. Два года спустя он начал их использовать как метод тренировки горнолыжников в летний период 
во Франции в местечке Vosges.
Со временем данные лыжи приобрели популярность и начали распространяться по всему миру. 
Центры для лыж на траве были основаны в Европе, на Тайване, в Китае, Японии, Иране, Австрии, Швейцарии. Стали проводиться кубки мира по горным лыжам на траве.

## Особенности горных лыж для травы

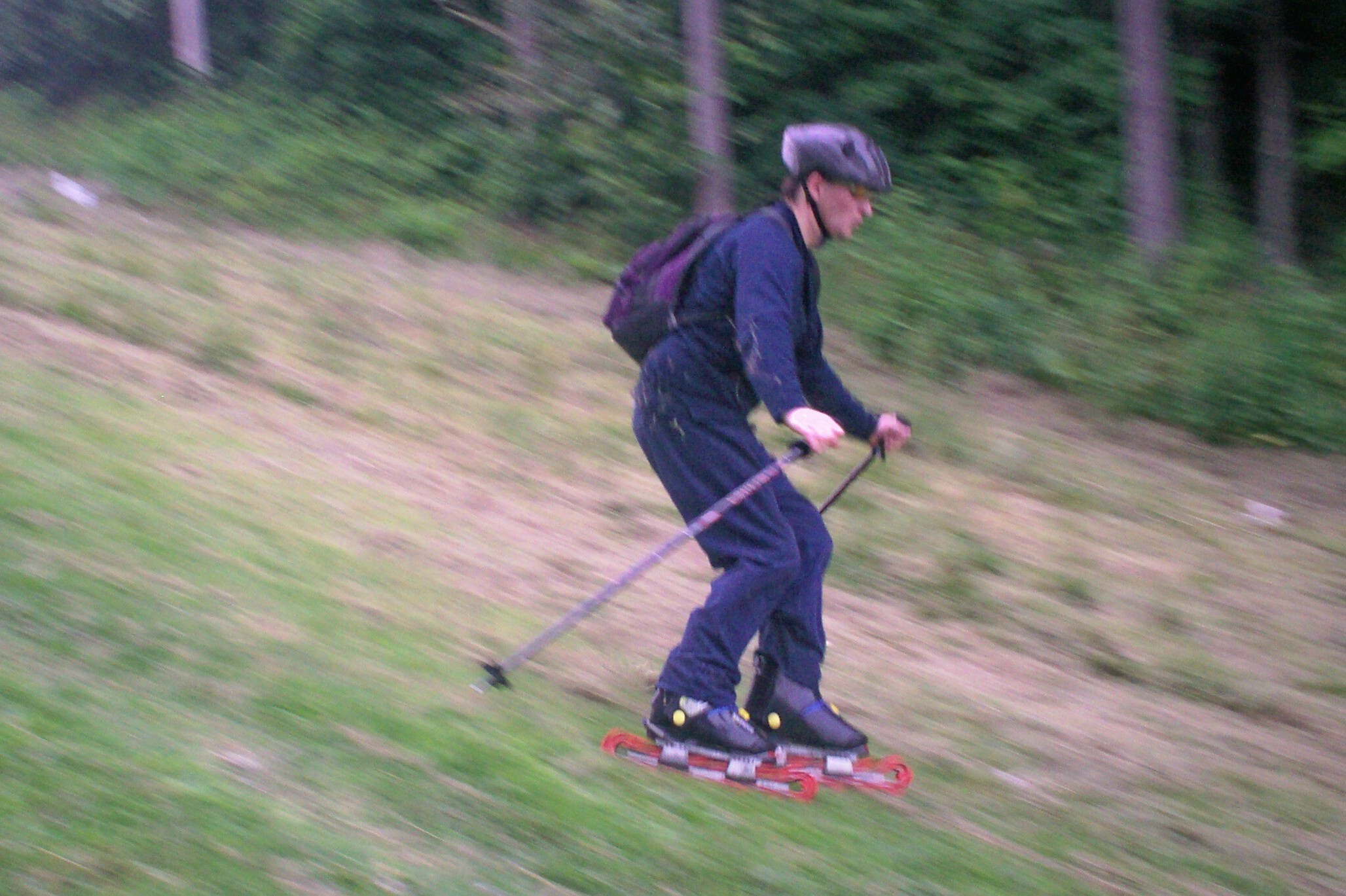
Горнолыжник на траве

Лыжи, на которых спускаются по траве, представляют короткие платформы (60-100 см), жестко крепящиеся к горнолыжным ботинкам, имеющие снизу ролики, благодаря чему они могут скользить и катиться по траве.
В настоящее время делают два типа горных лыж для травы:
на роликах
на гусеницах, внутри которых находятся ролики
Скорость спуска и возможность совершать прыжки зависят от мастерства горнолыжника.
Иногда для горнолыжников на траве создаются специальные трассы, на которых можно отрабатывать технику, а также давать первоначальные уроки для начинающих горнолыжников, не имея снега.
При занятии травяными лыжами необходимы средства защиты: шлем, защита для коленей, локтей, ног, спины.